# زلف پیر (سرده)
زلف پیر (نام علمی: Dolichorrhiza) نام یک سرده از تیره کاسنیان است.